# Heinz Hoffmann

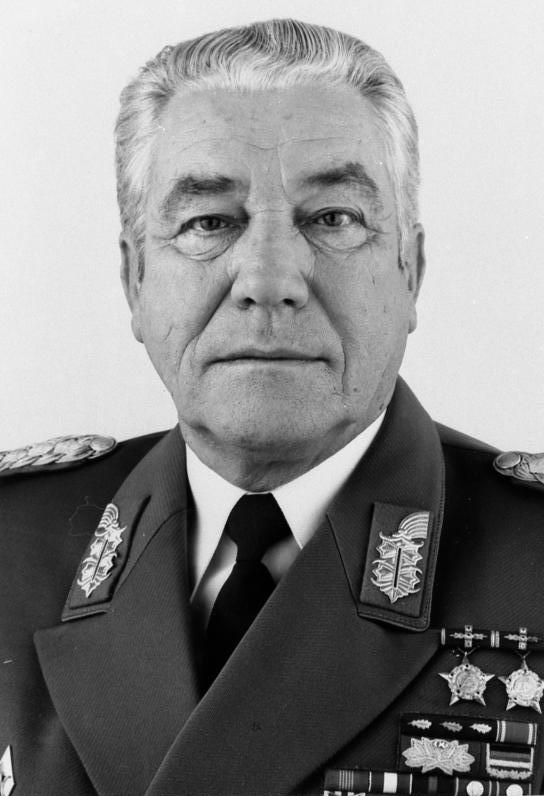
Heinz Hoffmann in 1982

Heinz Hoffmann (Mannheim, 28 november 1910 - Strausberg, 2 december 1985), eigenlijk Karl-Heinz Hoffmann, was een Duitse communist. Hij was onder andere minister van Defensie van de toenmalige DDR.
Hij werd in Rusland opgeleid tot officier. Hoffman vocht in de Spaanse Burgeroorlog.  
Op 6 oktober 1961 gaf generaal Heinz Hoffmann het bevel om burgers die de DDR wilden ontvluchten en daarbij werden betrapt na een geschreeuwde waarschuwing en een waarschuwingsschot dood te schieten, het beruchte "Schießbefehl" aan de bewakers van de Berlijnse Muur en de verdere Oost-Duitse grenzen. In een bewaard gebleven filmfragment zegt Hofmnann: Wer unsere Grenze nicht respektiert, der bekommt die Kugel zu spüren.
Heinz Hofmann was tweemaal "Held van de Duitse Democratische Republiek". 

## Onderscheidingen
- 1954: Vaterländischer Verdienstorden
- 1965: Orde van de Rode Banier (Sovjet-Unie)
- 1970: Karl Marx-orde van de DDR
- 1974: Leninorde van de Sovjet-Unie
- 1974: Scharnhorst-orde
- 1975: Eredoctor (Dr.H.C.) aan de Parteihochschule Karl Marx
- 1975: Held van de Duitse Democratische Republiek
- 1980: wederom Held van de DDR
- 1980: wederom de Karl Marx-orde
- 1980: wederom de Leninorde
- 1985: wederom de Karl Marx-orde, nu voor de derde maal
- 1985: plechtige begrafenis op de zogenaamde Gedenkstätte der Sozialisten in Friedrichsfelde.